# Faringe station
Faringe station ligger i Almunge socken i Uppsala kommun.
Faringe station ligger vid byn Näsby cirka 6 km söder om Faringe kyrka. Faringe station är ändstation för Uppsala-Länna Järnväg, en museijärnväg mellan Uppsala och Faringe. Här finns järnvägens lokstall med verkstad och i stationshuset finns personallokaler. Namnet Faringe station används numera inte bara för stationen utan även för själva området runt stationen.
Faringe station var tidigare en järnvägsknut där Uppsala-Länna Järnväg, Länna-Norrtälje Järnväg och Faringe-Gimo Järnväg möttes. All trafik från Faringe mot Gimo upphörde 1960 och spåret revs 1970. Trafiken från Faringe mot Rimbo upphörde 1977 (spåret revs 1978) och samtidigt blev spåret från Faringe mot Uppsala museijärnväg.
Stationshuset byggdes 1921, brann ned 1982 men återuppbyggdes sedan och återinvigdes 2011 med ett snarlikt utseende.